# Eduardo Ovando Martínez
Eduardo Ovando Martínez (Chetumal, Quintana Roo, 13 de octubre de 1955) es un político mexicano, fue miembro del Partido Revolucionario Institucional (PRI), fue senador de la República de 2000 a 2006.

## Biografía
Es licenciado en Administración de Empresas egresado del Instituto Tecnológico de Chetumal, ha sido secretario general y presidente del Comité Directivo Estatal del PRI, subsecretario de Desarrollo Rural de la Secretaria de Desarrollo Agropecuario Rural e Indígena (SEDARI) del Gobierno del Estado de Quintana Roo, diputado local por el I Distrito Electoral de la VI Legislatura del Congreso de Quintana Roo de 1990 a 1993, regidor y presidente municipal de Othón P. Blanco de 1999 a 2000 cargo que dejó al ser electo Senador de segunda fórmula por el estado, en 2004 fue precandidato a la Gubernatura, pero fue derrotado por Félix González Canto en las elecciones internas. Fue desde diciembre de 2009 Secretario General del Gobierno del Estado por nombramiento del entonces gobernador Félix González Canto, y fue Secretario de Trabajo y Previsión Social del Gobierno del Estado de Quintana Roo por nombramiento del entonces gobernador Roberto Borge Angulo. 
En 2021 fue candidato a Presidente Municipal de Benito Juárez por Movimiento Ciudadano.